# Xenimpia albicaput
Xenimpia albicaput är en fjärilsart som beskrevs av Fletcher 1956. Xenimpia albicaput ingår i släktet Xenimpia och familjen mätare. Inga underarter finns listade i Catalogue of Life.